# Mario Ageno
Mario Ageno (Livorno, 2 de março de 1915 – Roma, 23 de dezembro de 1992) foi um biofísico italiano, considerado o fundador da biofísica na Itália.

## Vida e formação
Nascido em Livorno em uma família genovesa, estudou física durante dois anos em Gênova, quando um de seus professores percebeu seu talento como cientista, e recomendou que ele fosse estudar em Roma. Assim o fez, e a partir de 1934 começou a colaborar com os "Rapazes da Via Panisperna" sobre física nuclear e raios cósmicos; esta última área foi assunto de seu doutorado (laurea) em 1936, orientado por Enrico Fermi. Foi um dos últimos estudantes italianos a ser aluno de Fermi antes dele emigrar para os Estados Unidos. Em 1938 foi recrutado para trabalhar com Edoardo Amaldi no primeiro acelerador de partículas italiano.

## Carreira
Aos 21 anos de idade Ageno foi selecionado para trabalhar com os "ragazzi di via Panisperna" durante seus anos finais; quando eclodiu a Segunda Guerra Mundial foi convocado e lutou na Líbia. Em 1949 foi para o Departamento de Física do Istituto Superiore di Sanità, sob a direção de Giulio Cesare Trabacchi, a quem sucedeu no cargo de chefe do departamento em 1959. Com a colaboração de Franco Graziosi devotou as atividades do departamento à biofísica.
Graças à colaboração com Adriano Buzzati-Traverso lecionou na Universidade de Pavia em 1960-1961, e tornou-se membro do primeiro conselho científico do Istituto di Genetica e Biofisica de Traverso. Modou-se do Istituto Superiore di Sanità para a Universidade de Roma "La Sapienza" em 1969, aceitando o primeiro cargo de professor de biofísica da história italiana. Tornando-se famoso por seu rigor com os estudantes, continuou sua pesquisa no ambiente universitário, focando em modelos matemáticos e físicos para o crescimento bacteriano, desenvolvendo uma visão complexa sobre as relações entre física e biologia, que são resumidas em seu livro Che cos'è la vita? In occasione del cinquantenario di What Is Life? di Erwin Schrödinger (italiano para "O que é a vida? Na ocasião do quinquagésimo aniversário de "What is Life?" de Erwin Schrödinger). Durante sua carreira escreveu cerca de trezentos trabalhos científicos publicados e um punhado de livros de divulgação. Tornou-se membro da Accademia dei Lincei, e foi agraciado com um grau honorário em biologia.

## Aposentadoria e morte
Mario Ageno aposentou-se em 1985, e morreu subitamente em 23 de dezembro de 1992. Seus papeis pessoais (54 caixas) estão guardados no Departamento de Física da Universidade de Roma "La Sapienza". Uma rua em Roma leva seu nome.

## Publicações selecionadas
- Mario Ageno (1990). «Orientamenti per una teoria della divisione cellulare - A new proposal concerning the timing of cellular division». Rendiconti Lincei. 1 (1): 73–79. doi:10.1007/BF03001751
- M. Ageno, A. Battistini, E. Liberati e A. M. F. Valli (1990). «Verifiche sperimentali della teoria della crescita batterica. I - Experimental tests of the theory of growth of a bacterial culture. I». Rendiconti Lincei. 1 (1): 55–62. doi:10.1007/BF03001749
- M. Ageno; M. Claro; A. de Blasio (1990). «Verifiche sperimentali della teoria della crescita batterica. II - Experimental tests of the theory of growth of a bacterial culture. II». Rendiconti Lincei. 1 (1): 63–71. doi:10.1007/BF03001750
- M. Ageno, S. Agudio e M. Benevolo (1990). «II passaggio di una coltura batterica dalla crescita aerobica a quella anaerobica I - The transition of a bacterial culture from aerobic to anaerobic growth conditions. I». Rendiconti Lincei. 1 (1): 81–89. doi:10.1007/BF03001752
- M. Ageno; S. Agudio; M. Benevolo; A. M. F. Valli (1990). «Il passaggio di una coltura batterica dalla crescita aerobica a quella anaerobica I - The transition of a bacterial culture from aerobic to anaerobic growth conditions. II». Rendiconti Lincei. 1 (2): 219–227. doi:10.1007/BF03001898